# Oncocalamus mannii
Oncocalamus mannii är en enhjärtbladig växtart som först beskrevs av Hermann Wendland, och fick sitt nu gällande namn av Hermann Wendland. Oncocalamus mannii ingår i släktet Oncocalamus och familjen Arecaceae. Inga underarter finns listade i Catalogue of Life.